# Episodi di Touching Evil (serie televisiva 1997) (prima stagione)
La prima stagione della serie televisiva Touching Evil, composta da 6 episodi, è stata trasmessa in prima visione nel Regno Unito su ITV dal 29 aprile al 3 giugno 1997.
In Italia è inedita.
| nº | Titolo originale              | Titolo italiano | Prima TV UK    | Prima TV Italia |
| -- | ----------------------------- | --------------- | -------------- | --------------- |
| 1  | The Lost Boys: Part 1         |                 | 29 aprile 1997 |                 |
| 2  | The Lost Boys: Part 2         |                 | 6 maggio 1997  |                 |
| 3  | Killing With Kindness: Part 1 |                 | 13 maggio 1997 |                 |
| 4  | Killing With Kindness: Part 2 |                 | 20 maggio 1997 |                 |
| 5  | What Amathus Wants: Part 1    |                 | 27 maggio 1997 |                 |
| 6  | What Amathus Wants: Part 2    |                 | 3 giugno 1997  |                 |

## The Lost Boys: Part 1
- Diretto da: Julian Jarrold
- Scritto da: Paul Abbott

### Trama
- Guest star: Ian McDiarmid (Ronald Hinks).

## The Lost Boys: Part 2
- Diretto da: Julian Jarrold
- Scritto da: Paul Abbott

### Trama
- Guest star: Ian McDiarmid (Ronald Hinks).

## Killing With Kindness: Part 1
- Diretto da: Marc Munden
- Scritto da: Paul Abbott

## Killing With Kindness: Part 2
- Diretto da: Marc Munden
- Scritto da: Paul Abbott

## What Amathus Wants: Part 1
- Diretto da: Julian Jarrold
- Scritto da: Russell T. Davies

## What Amathus Wants: Part 2
- Diretto da: Julian Jarrold
- Scritto da: Paul Abbott